# Antoine Joseph Dezallier d'Argenville

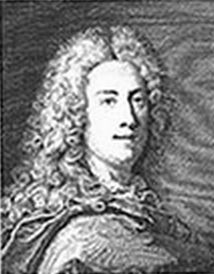
Dezallier d’Argenville.
Grabado por Hyacinthe Rigaud..

Antoine Joseph Dezallier d’Argenville (París, 1 de julio de 1680 - París, 29 de noviembre de 1765) fue un naturalista, abogado e historiador de arte francés.
Maestro de la corte en 1733 y consejero del rey en 1743, trabajó en conjunto con Henri François d'Aguesseau.
Su Théorie et pratique du jardinage se conoció en 1709 en Francia, primero de manera anónima, y con una gran popularidad. La 2.ª ed. de 1713 ya con su nombre; y se tradujo al inglés en 1712, y al alemán en 1731. La mayoría de las ilustraciones eran de Jean-Baptiste Alexandre Le Blond, que figura como el autor en la 3.ª ed., 1722.
Parece más el trabajo de un intelectual gentleman más que de un jardinero, como los textos previos franceses lo daban a entender, Dezallier d'Argenville's lo trabajó más como un tratado de arquitectura, adendado mucho de arquitecurat que de jardinero practicante. Como lo sugiere su título, el tratado se compone de dos partes: 
- principios teóricos del arte de la fina jardinería
- sus aplicaciones prácticas.

La 1.ª sección considera los principios de situar la maison de plaisance relativa a sus jardines, técnicas de prefigurar figuras geométricas en parterres, avenidas y plantaciones formales de árboles (bosquets), y planificación de los pabellones de jardín y la ubicación de las esculturas, un elemento esencial en el jardín francés. La segunda parte se aplica los principios de movimiento de tierras, terrazas y escaleras, y los sistemas hidráulicos necesarios para la construcción de juegos de agua: fuentes, cascadas, piscinas (Bassins) y canales.
A partir de 1751, se abocó con intensidad como contribuyente mayor de la imponente obra de la Encyclopédie ou Dictionnaire raisonné des sciences, des arts et des métiers, agregando unos 540 artículos sobre jardinería e hidráulica.
Su Conchyliologie ("Conquiliología") logró facilitar la determinación de las conchas (exoesqueletos de los moluscos), tanto marinos, fluviales, o terrestres, fósiles o actuales. 
D'Argenville participó de una tercera edición de esa obra reeditada en 1757, y lo hizo muy críticamente, mas su muerte la dejó inacabada. Fue el grabador y editor Jacques de Favanne (1716-1770) y su hijo Jacques Guillaume de Favanne que lo terminan y publican en 1780. Esa obra, muy popular entre los coleccionistas, fue utilizada por Lineo para la organización de su propia colección. Había utilizado entre otras, en la 1742, una nomenclatura binominal que prefigura la de Lineo.

## Obras
- La Théorie et la pratique du jardinage, où l'on traite à fond des beaux jardins appelés communément les jardins de propreté (1709 ; 1713 ; 1732). Texto en línea. 4ª ed. : La Théorie et la pratique du jardinage, où l'on traite à fond des beaux jardins appelés communément les jardins de plaisance et de propreté, avec les pratiques de géométrie nécessaires pour tracer sur le terrein toutes sortes de figures, et un Traité d'hydraulique convenable aux jardins (1747) Texto en línea. Reedición : Actes Sud, Arlés, 2003 ISBN 2-7427-4502-5
- Traducción del italiano por Filippo Buonanni : Traité des vernis, où l'on donne la manière d'en composer un qui ressemble parfaitement à celui de la Chine, et plusieurs autres qui concernent la peinture, la dorure, la gravure à l'eau-forte, etc. (1723)
- L'Histoire naturelle éclaircie dans deux de ses parties principales, la lithologie et la conchyliologie (1742)
- Enumerationis fossilium, quae in omnibus Galliae provinciis reperiuntur, tentamina (1751)
- La Conchyliologie, ou Histoire naturelle des coquilles de mer, d'eau douce, terrestres et fossiles, avec un traité de la zoomorphose, ou représentation des animaux qui les habitent (2 volumes, 1752 ; 1757 ; 1780)
- Abregé de la vie des plus fameux peintres, avec leurs portraits gravés en taille-douce, les indications de leurs principaux ouvrages, quelques réflexions sur leurs caractères, et la maniere de connoître les desseins des grands maîtres. Par M*** de l'Académie royale des sciences de Montpellier (3 volumes, 1745-1752). Nouvelle edition, revue, corrigée & augmentée de la Vie de plusieurs peintres (4 volúmenes, 1762).
- L'Histoire naturelle éclaircie dans une de ses parties principales, l'oryctologie, qui traite des terres, des pierres, des métaux, des minéraux et autres fossiles (1755). Las páginas 387 a 532 constituyen un capítulo titulado Essai sur l'histoire naturelle des fossiles qui se trouvent dans toutes les provinces de France, que constituye la traducción corregida y aumentada del catálogo que publica en latín en 1751 con el título Enumerationis fossilium, quae in omnibus Galliae provinciis reperiuntur, tentamina.